# Cinemax (vývojářské studio)
Cinemax je české nezávislé vývojářské studio sídlící v Praze. Bylo založeno Lukášem Macurou a Markem Nepožitkem v roce 1998. Cinemax funguje také jako distributor her. Distribuoval například hru Ve stínu havrana.

## Hry
- 1997 - Gooka[2]
- 1998 - Husita[3]
- 1999 - Ve stínu havrana
- 2001 - State of War[4]
- 2005 - Žhavé Léto 3 a 1/2
- 2005 - Necromania
- 2005 - Daemonica
- 2006 - Gumboy: Crazy Adventures
- 2007 - Gumboy: Crazy Features
- 2007 - State of War 2: Arcon
- 2008 - Gumboy:Tournament
- 2009 - Puzzle Rocks
- 2009 - Numen: Contest of Heroes
- 2009 - Inquisitor
- 2010 - Sokomania
- 2010 - Snakenoid
- 2010 - Space Revenge
- 2010 - Rytmik
- 2011 - Commando: Steel Disaster
- 2012 - Decathlon 2012
- 2012 - Retro Decathlon 2012
- 2012 - Gyro13
- 2013 - 247 Missiles
- 2013 - hexee—smash the match
- 2014 - Wormi
- 2014 - Sokomania 2: Cool Job
- 2014 - The Keep
- 2018 - Chameleon Run Deluxe Edition (port na Nintendo Switch)
- 2019 - Jim is Moving Out!
- 2023 - Bzzzt
- TBA - Automatica: Programmable Battle Droids